# Ion Television
ION Television é um canal pago estadunidense fundado em 31 de Agosto de 1998. O canal pertence a ION Media Networks (antiga Paxson Communications). Em 2006, o canal via cabo alcançou em aproximadamente 91 milhões de lares (casas), e 83% dos assinantes da TV Paga nos Estados Unidos e mudou seu sistema de transmissão de Cabo a Satélite.
A ION Television era chamada de PAX TV desde a sua fundação em 31 de agosto de 1998 e mudou o seu nome para i em 1 de Julho de 2005, e então veio a ser chamado de ION Television em 29 de Janeiro de 2007.

## História

### PAX TV
Chamada de PAX TV desde sua fundação em 31 de agosto de 1998 até 1º de julho de 2005 quando se chamou i, fundada por Lowell 'Bud' Paxson, co-fundador da HSN (acrônimo de Home Shopping Network) e presidente da Paxson Communications (atual ION Media Networks), o canal conseguiu ser um "semi-descendente" da inTV, canal que foi ao ar em 1996 e ao mesmo tempo seu formato era parecido com a Product Information Network e tinha varias afiliadas em UHF. O canal dependia de entreter o público com séries e desenhos e foi ao ar até o dia 1º de julho de 2005 quando a Paxson Communications anunciou que a PAX, depois de sete anos no ar, ia ser substuída pela i no dia acima citado.

### de PAX para i
No dia 28 de junho de 2005, Paxson anunciou que, depois de sete anos no ar, a PAX daria lugar à i. E depois de dois anos no ar, a i daria lugar à atual ION no dia 29 de janeiro de 2007.  

### de i para ION
No dia 29 de janeiro de 2007, depois de dois anos no ar, a i cedeu seu lugar à atual ION Television e a Paxson Communications se transformaria em ION Media Networks.    

### Além da ION...
A ION Media Networks criou mais três canais: a Ion Plus, que exibe programas sobre estilo de vida e filmes.